# Грег Кинир
Грег Кинир (енгл. Greg Kinnear) је амерички глумац, рођен 17. јуна 1963. године у Логанспорту (Индијана).

## Филмографија
| Улоге Грег Кинир |                               |               |                            |          |
| Година           | Српски назив                  | Изворни назив | Улога                      | Напомена |
| 1997.            | Добро да боље не може бити    |               | Сајмон Бишоп               |          |
| 2002.            | Били смо војници              |               | мајор Брус „Змија” Крандал |          |
| 2004.            | Дар од Бога                   |               | Пол Данкан                 |          |
| 2013.            | Спикер 2: Легенда се наставља |               | Гери                       |          |